# Abaakuru
Abaakuru est une friandise à base de tourteau d'arachide frit dans l'huile en forme de cylindre ogivalisé.